# Marco Capuano
Marco Capuano (* 14. Oktober 1991 in Pescara) ist ein italienischer Fußballspieler.

## Karriere

### Verein
Marco Capuano begann seine Karriere 1998 in seiner Heimatstadt Pescara in der Jugendabteilung von Delfino Pescara 1936. 2006 wechselte er zu Renato Curi Angolana, wo er jedoch nur zwei Jahre blieb. Auch beim FC Turin blieb er nur ein Jahr, sodass er sich 2009 wieder der Jugend der Delfini an.
Für Delfino spielt Capuano seit 2010 auch in der ersten Profimannschaft. Mit dieser feierte er in der Saison 2011/12 die Zweitliga-Meisterschaft und qualifizierte sich für die Serie A 2012/13. Aus dieser musste man nach einer schwachen Saison allerdings als Letzter sofort wieder absteigen.
Die Saison 2014/15 wurde er an Cagliari Calcio verliehen und im Sommer 2015 ganz dorthin verkauft. Im Januar 2018 wurde er dann für sechs Monate an den FC Crotone ausgeliehen.

### Nationalmannschaft
Seit 2011 läuft Capuano regelmäßig für die U-21 Italiens auf. Im Juni 2013 errang er mit der von Devis Mangia trainierten Mannschaft bei der Europameisterschaft in Israel den Vizetitel, nachdem man sich im Finale Spanien mit 2:4 geschlagen geben musste.

## Erfolge
- Italienischer Serie B-Meister: 2011/12
- U-21-Vize-Europameister: 2013